# Sistema en tiempo de ejecución
En informática, un entorno o sistema en tiempo de ejecución es un software que provee servicios para un programa en ejecución pero no es considerado en sí mismo como parte del sistema operativo.
Algunos ejemplos son estos:
- Código  que es generado por un compilador para manejar la pila de ejecución.
- Código que manejan compilación dinámica de forma interactiva.
- Código de librerías para el manejo de memoria (por ejemplo, malloc).
- Código que manejen la carga y enlazado dinámico.
- Código de manejo de hilos a nivel de aplicación.

Los intérpretes de bytecode y las máquinas virtuales también son considerados sistemas en tiempo de ejecución.
- Datos: Q1004415